# Tuenti
Tuenti es una marca de servicios de telecomunicaciones de bajo costo, propiedad de Telefónica, que ofrece servicios de telefonía móvil e internet (4G) en Argentina y Ecuador. Funciona como un OMV (Operador Móvil Virtual) que utiliza la red de Movistar.
Originalmente, Tuenti fue creada en 2006 como red social: entre los años 2009 y 2012, fue la red social más popular entre los adolescentes y jóvenes de España, pues contaba con más usuarios españoles que Facebook, Twitter, Instagram y MySpace, más de 15 millones de usuarios registrados. Tuenti fue incluso denominada como "El Facebook español".
En Latinoamérica, Tuenti revende su marca a las filiales de Telefónica para explotarlos dentro del segmento joven ofreciendo planes sencillos a precios competitivos. Además de los servicios propios de un operador de telefonía móvil, Tuenti posibilita además realizar de manera gratuita llamadas VoIP y mensajería instantánea a los usuarios a través de su propia aplicación de mensajería.
En España, el servicio dejó de estar disponible el 1 de junio de 2022 migrando los clientes de contrato a O2 y los de prepago a Movistar.

## Historia de la empresa

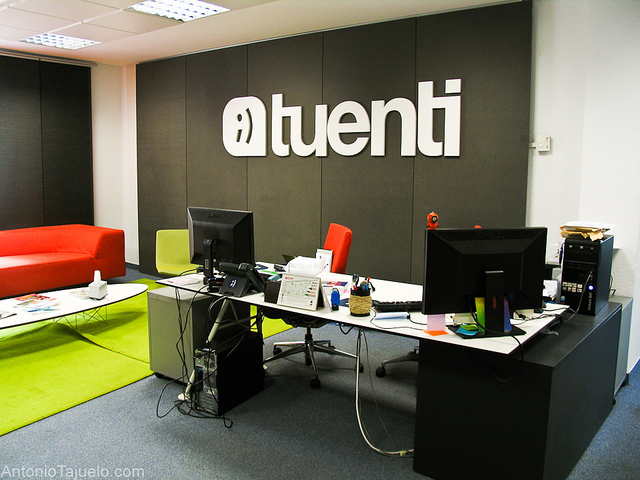
Sede de Tuenti en Madrid

Tuenti fue lanzada como una red social a finales de 2006 por Zaryn Dentzel, Félix Ruiz, Joaquín Ayuso, Kenny Bentley y Adeyemi Ajao. Dentzel conoció España a través de un intercambio que lo llevó a Cabeza del Buey (Badajoz) y, años más tarde, a raíz de esta experiencia, nació Tuenti.
Bentley, programador, llegó a España junto a Dentzel después de haber trabajado en un proyecto de red social en Estados Unidos.
Al principio, Tuenti iba dirigida a universitarios, pero en vista de su éxito, permitieron la entrada a más usuarios mediante un sistema de invitación. Varios años más tarde se eliminó esa restricción para que todos pudiesen acceder, dando solamente su número de teléfono. Zaryn Dentzel hace una crónica de la historia de Tuenti en su libro llamado El Futuro lo Decides Tú.
El nombre de Tuenti surgió de la necesidad de encontrar uno que incluyera Tu y ti. Para ponerle nombre se consideraron muchos nombres; al final, escogió el apócope «Tuenti» porque se parece a «tu identidad», además de hacer alusión al rango de universitarios veinteañeros al que iba principalmente orientado. La empresa llegó a contar con más de 250 empleados de 21 nacionalidades.
Google Zeitgeist listó a Tuenti como el tercer sitio con mayor aumento de búsquedas en 2009 del mundo. En 2008, estaba presente en la misma clasificación en cuarta posición. Durante 2010, Alexa Internet mostró Tuenti como el sexto sitio web más visitado de España. En 2011 se estimó que aproximadamente el 15 % del tráfico de internet en España pasaba por Tuenti, que en ese tiempo representaba más tráfico que Google y Facebook en España juntos.
El 4 de agosto de 2010 Telefónica adquirió el 85 % de la empresa por una cifra aproximada de 70 millones de euros, por lo que pasó a ser su accionista principal. Ese año comenzaron el desarrollo de un operador móvil virtual que funciona totalmente bajo la plataforma de Movistar (Telefónica) y lanzaron "Tu" en fase de pruebas a los usuarios de la red social en diciembre del mismo año.
El 11 de julio de 2012 se anunció un nuevo Tuenti, con una renovación total de la página, movilidad, el lanzamiento de otros 12 idiomas, una nueva aplicación llamada Tuenti Social Messenger y su apertura a registros fuera de España. Fue un fracaso. Tras una gran pérdida de usuarios, se dio un cambio de rumbo en la estrategia de la empresa y el mayor negocio de Tuenti se convirtió en su operador de telefonía móvil.
Desde el 6 de noviembre de 2013, Telefónica es propietaria del 100 % de Tuenti, tras el acuerdo alcanzado por las partes para cerrar la operación por el resto del capital de Tuenti que aún no poseía la compañía y que estaba en manos de socios minoritarios.
Tuenti lanzó su servicio como operador móvil con app integrada en México, Perú y Argentina en 2014 por lo que, junto con España con su marca "Tuenti Móvil", la marca estaba presente en cuatro países, con una propuesta centrada en datos y desarrollando servicios de comunicación y gestión de la cuenta en la nube a través de su aplicación móvil integrada. Tuenti ha pasado de ser una red social a transformarse en un operador móvil virtual.
Durante 2014, el negocio del operador móvil representó un 98 % de los ingresos de la empresa. Se reportó una facturación de 21 millones de euros, un 25 % más que el año anterior. Aun sin ser positivo, el resultado financiero de ese año se convirtió en el mejor desde el lanzamiento del operador móvil y la compra de la compañía por parte de Telefónica. Además, este mismo año comienza a explotar su marca en México de la mano de Telefónica Móviles México y como parte de un programa de expansión internacional.
En 2015, Sebastián Muriel, que ya había estado trabajando en el proyecto de operador móvil de Tuenti, es nombrado oficialmente nuevo CEO de la compañía. En este mismo año y durante 2016, Tuenti pasa por un cambio de marca e imagen corporativa y ratifica su compromiso con el operador móvil un año después renovando completamente su sitio web para ponerlo en consonancia con la aplicación. Estos cambios acabarían finalmente con las funcionalidades de red social que quedaban. Este último año 2016, Telefónica también comienza la reestructuración del equipo directivo de la empresa: Sebastián Muriel y el equipo anteriormente encargado de la red social pasan a formar parte del equipo de Telefónica I+D y Pablo Ledesma se convierte en el nuevo director.
El 14 de febrero de 2017, Tuenti lanza sus nuevas tarifas móviles sobre la base de un nuevo posicionamiento “descaradamente móvil” con un estilo más descarado, joven y cercano. Unas tarifas pensadas por y para jóvenes y en el que, para su diseño, participaron empleados y clientes de la compañía. “LOL", "OMG" y "WTF” son las tres tarifas que incluyen el uso de VozDigital ilimitada, multiplican la oferta de datos, ofrecen más posibilidad de combinación y ponen fin a los anteriores planes con devolución de los datos no consumidos.
El 31 de enero de 2018, Pedro Serrahima se incorpora como director de Desarrollo de Negocio Multimarca para Tuenti y, más tarde, para O2 España dentro del grupo Telefónica.

## Operador móvil (España)

### Historia

#### Fase de pruebas
Tuenti lanzó oficialmente Tu en fase de pruebas el 21 de diciembre de 2010 con el apoyo de Telefónica, que había adquirido gran parte de la empresa con el fin de tener influencia sobre el público joven gracias al auge de la red social.
La contratación de Tu en el momento del lanzamiento de la "fase beta" era gratuita pero tenía ciertos límites: se debía conseguir previamente una invitación a través de un amigo en la red social que hubiera contratado el servicio (se repartieron invitaciones aleatoriamente entre determinados usuarios para este propósito), en principio el servicio solo estaba disponible en prepago y no existía la posibilidad de hacer una portabilidad de un número en otro operador, una vez recibida la invitación se podía realizar el alta de un número nuevo y se enviaba la tarjeta SIM aprovisionada de forma gratuita a todo el territorio nacional.
Durante la fase de desarrollo la oferta varió mucho. Las tarifas iniciales consistían en planes semanales, de 14 días o mensuales que se centraban en los minutos de llamadas y SMS, así como ofrecer navegación por la red social de manera gratuita con cada recarga y el uso gratuito del servicio TuentiSMS. Casi un año después del lanzamiento se presentaron los planes de pospago. Antes del lanzamiento final el 15 de febrero de 2012, la oferta ya había cambiado bastante, sobre todo ofreciendo mayores cantidades de datos.

#### Lanzamiento final
El 15 de febrero de 2012, se dejó atrás la fase de pruebas y se lanzó oficialmente el operador móvil de cara a todo el público de la red social con el nombre Tuenti Móvil, abandonando la marca Tu usada en la fase de pruebas. El lanzamiento oficial vino acompañado de nuevas tarifas bastante competitivas y centradas en la oferta de datos, la apertura del registro para cualquier usuario y una campaña publicitaria en la propia red social para promocionar el servicio entre los usuarios. Un mes después se lanzaron nuevos planes de pospago.
El 13 de junio de 2013, Tuenti anunció una integración más fuerte entre Tuenti Móvil y la red social gracias a su aplicación móvil que incluye la gestión del servicio para los clientes del OMV y el lanzamiento de nuevas tarifas que incluyen el uso gratuito de dicha aplicación móvil de Tuenti para llamar (a través de VoIP) a otros usuarios, chatear o compartir, sin consumir datos ni saldo, bajo la denominación "ZEROLÍMITES". La intención de esta propuesta trataba de potenciar aún más la contratación del servicio de telefonía móvil y el uso de la red social, cuyos usuarios activos de esta última empezaron a disminuir por el surgimiento de nuevas alternativas en el campo de las aplicaciones para dispositivos móviles.
2014 fue un año importante: en este año Tuenti comienza en España la implementación de una plataforma propia (núcleo de red móvil) para ganar en independencia y poder desarrollar nuevos servicios, al mismo tiempo, inscribiéndose como un operador independiente en la UIT. Aprovechando las funcionalidades de VozIP ya implementadas en la aplicación y la web, el 8 de julio se lanza "VozDigital": un servicio que permite al cliente realizar llamadas a través de la aplicación o un ordenador simplemente iniciando sesión en su cuenta de Tuenti sin consumir datos del plan activo. Un año más tarde, se implementaron dos novedades importantes en este servicio: llamadas internacionales totalmente gratuitas dentro del plan de "VozDigital" a cierto número de destinos y la posibilidad de recibir las llamadas a través de "VozDigital".

### Características
En España, Tuenti se centraba en ofrecer un servicio de telefonía móvil que se puede usar desde cualquier dispositivo a través de su aplicación para dispositivos móviles y su sitio web, así como tarifas de datos simples y accesibles.
El operador utilizaba la red de radio de Telefónica Móviles España (Movistar) y también compatible con la tecnología LTE (comercialmente denominada 4G). A nivel técnico, aunque utilizaba la cobertura de otro operador, en España Tuenti disponía de una infraestructura propia (core network) para mantener las suscripciones de los clientes, por lo que técnicamente funcionaba de forma totalmente independiente (full-OMV).

#### Disponibilidad
Tuenti podía ser contratado a través de internet o en distribuidores asociados, si bien contaba con una red de puntos de venta de más de 2000 tiendas físicas.

#### VozDigital
Junto con los bonos de datos a precio competitivo, VozDigital era uno de los productos estrella del operador, ya que permitía a los clientes realizar llamadas a fijos y móviles internacionales sin coste adicional a través de la aplicación o la web sin necesidad de tener cobertura de red móvil o de utilizar la tarjeta SIM provista por el operador en ese momento. Con una conexión a internet (Wi-Fi o 3G / 4G) se podían hacer y recibir las llamadas desde el número de teléfono del cliente donde el cliente prefiriera y en todos los dispositivos donde tuviera instalada la app. Todas estas funcionalidades se podían aprovechar sin necesidad de que el interlocutor utilizara VozDigital o fuera cliente de Tuenti.
De esa manera los usuarios podían llamar con su número de teléfono y recibir llamadas desde cualquier dispositivo simultáneamente, además de seguir conectados donde la cobertura de red móvil no llegaba como interiores, así como evitar gastos de roaming independientemente de la localización del cliente, simplemente con una conexión a internet.

#### Aplicación
La aplicación para dispositivos móviles era uno de los puntos destacables del operador, ya que permitía al usuario aprovechar gran parte de las posibilidades que ofrecía el servicio como hacer y recibir llamadas de VozDigital, enviar y recibir SMS y controlar más detalles del servicio como la activación y desactivación de opciones, comprobar el historial, añadir saldo, comprobar los mensajes buzón de voz. La app también mostraba en tiempo real y en forma de conversación las llamadas perdidas y los mensajes del buzón de voz recibidos, así como responder a ellos con una llamada o un SMS sin necesidad de cobertura de red móvil simplemente disponiendo de una conexión a internet.
La aplicación también disponía de mensajería instantánea y llamadas de voz entre los usuarios aunque no fueran clientes y la posibilidad de probar VozDigital de forma totalmente gratuita registrando una cuenta de prueba que otorgaba al usuario minutos gratis de llamadas durante un período de tiempo. Una vez consumidos todos los minutos o acabado el período de bono inicial el usuario podía, o bien, comprar más minutos y seguir aprovechando VozDigital sin ser cliente, o bien, pedir una SIM para portar su número actual y aprovechar todos los servicios como la recepción de llamadas por VozDigital o los bonos de datos.

### Tarifas
El número de planes ofrecidos era reducido para mantener un catálogo simple. Los mismos planes estaban disponibles tanto en modalidad de prepago como en pospago (también denominado "contrato"), aunque en prepago no era obligatorio renovarlos.

#### Tarifas tras el lanzamiento comercial
A partir del 15 de febrero de 2012, fecha del lanzamiento oficial bajo el nombre "Tuenti Móvil", se lanzó un catálogo simple de tarifas completamente nuevo que incluía dos planes de 1GB por 6€ y 3GB por 15€ (ambos precios sin impuestos incluidos). Al mismo tiempo, se dejaron de comercializar los antiguos planes de la fase prelanzamiento que incluían SMS y llamadas a otros clientes de Tuenti al recargar, aunque los clientes con las tarifas anteriores al lanzamiento pudieron conservarlos hasta varios años después.

#### Lanzamiento de Zerolímites
En noviembre de 2013, se anuncia ZEROLÍMITES, un beneficio incluido en todos los planes actuales de ese momento que permite navegar por la red social y utilizar la aplicación, para, entre otras opciones, llamar a otros usuarios de la aplicación de forma ilimitada sin ningún coste ("app-to-app").

#### Las Tarifas Remix
En noviembre del mismo año, en un intento de poner en marcha nuevos planes más pequeños y asequibles se lanzan las "Tarifas Remix". Aunque estas tarifas fueron rápidamente retiradas solo 3 meses más tarde.

#### Renovación de la oferta y lanzamiento de BonoPlus
En enero de 2014, tras haber retirado rápidamente las "Tarifas Remix" y el bono de 3GB, que era la oferta más grande ofrecida por el operador, se lanzan los bonos "BonoPlus" que permiten añadir más datos sobre un plan ya activo y también se lanzan nuevos planes con minutos de llamadas incluidos.

#### Primeros planes con VozDigital
El 8 de julio se presenta VozDigital y se lanzan nuevos planes que fueron reemplazados por otros a un precio más asequible rápidamente en octubre de 2014. Más tarde se añadió una cantidad de SMS gratis desde la app y la web así como LTE. También se pueden añadir más datos o minutos de VozDigital una vez que el plan esté activo (BonoPlus).

#### Planes con devolución
A partir del 1 de junio de 2016 se lanzan nuevos planes que permiten a los usuarios recuperar una parte de los datos no consumidos en forma de saldo (en el caso de prepago) o descuento en la siguiente factura (en el caso de pospago). Los planes van desde 1GB hasta 5GB y también incluyen minutos de VozDigital y SMS desde la app o la web y la posibilidad de utilizar BonoPlus. Además, se añadió la posibilidad de comprar un plan que incluye solo 50 minutos de VozDigital (sin datos) por un precio reducido para usos puntuales. En las tarifas lanzadas esta fecha el acceso LTE dejó de estar disponible de forma gratuita, aunque esta medida fue retirada el 9 de enero de 2017.

#### Nuevos planes con mejora de datos y VozDigital ilimitada
El 14 de febrero de 2017 se lanza una nueva oferta a precio mucho más competitivo bajo un nuevo posicionamiento "Descaradamente móvil" y que incluye el uso de VozDigital ilimitada en todos los planes, incluido el más barato, estos son nombrados como acrónimos usados en las redes sociales: "LOL, OMG y WTF" (este último solo disponible para suscriptores en modalidad de pospago). Estos planes, en cuyo diseño participaron también clientes y empleados, multiplican la oferta de datos, ofrecen más posibilidad de combinación y ponen fin a los anteriores planes con devolución de los datos no consumidos, los cuales son retirados de la oferta.
Un mes más tarde el operador pone disponible una tarifa exclusiva para estudiantes universitarios ("Tarifa De Diez") con el objetivo de promocionarse de forma exclusiva en los eventos que se celebran en universidades.
Actualmente Voz Digital fue retirado de todas sus tarifas, están teniendo problemas con usuarios dentro de su comunidad por problemas en la red.

## Operador móvil (otros países)
De la mano de Telefónica y aprovechando las nuevas regulaciones de telecomunicaciones en algunos países de Latinoamérica, en 2014 Tuenti comenzó oficialmente su actividad internacional. Comenzando por México, la marca Tuenti comenzaría a funcionar vendiéndose como un nuevo operador móvil virtual, aunque funcionando completamente bajo la plataforma de Movistar. En principio la oferta está dirigida al segmento joven: con tarifas sencillas (llamadas "combos") y a un precio competitivo. La estrategia y oferta de Tuenti en los países latinoamericanos es ligeramente distinta a España debido además del tipo de demanda, a limitaciones técnicas.
Aunque a nivel de estrategia y operativo el funcionamiento pueda variar al del operador en España, los clientes en otros países pueden aprovechar la aplicación y la gestión de la cuenta. En ese aspecto la premisa se mantiene: ofreciendo el control de todos servicios, mensajería y llamadas de VozDigital, aunque esta última funcionalidad solo está disponible en algunos países y puede haber ciertas limitaciones.

### México
El 26 de junio de 2014 fue la fecha clave para el primer anuncio de lanzamiento internacional: Tuenti anuncia su inicio de operaciones en México en el evento Campus Party, regalando 2500 chips (tarjetas SIM) para que los usuarios den retroalimentación a la marca en su fase inicial.
Justo dos años después del lanzamiento de la marca, en julio de 2016, el servicio se retira del mercado mexicano de manera discreta. Los clientes del servicio son migrados a Movistar automáticamente y los perfiles de la marca en redes sociales son eliminados. En una entrevista, Sebastián Muriel, CEO de Tuenti en ese momento, dijo que los resultados de la compañía no estaban siendo buenos en ese mercado debido a la situación monopolística.

### Argentina
El 18 de noviembre de 2014, se lanza Tuenti Argentina reemplazando la marca Quam del grupo Telefónica. Como novedad, además de un cambio de marca los usuarios tendrían acceso a la app de Tuenti para controlar y administrar sus servicios. En 2025 fue adquirida por Telecom Argentina tras la compra de este último del total de Telefónica Argentina

### Perú
El lanzamiento en Perú fue el tercer lanzamiento de la marca y se realizó en octubre de 2014. Perú fue también el primer país fuera de España donde se lanza VozDigital y permitiría a los clientes realizar llamadas (pero no recibirlas) a redes fijas y móviles dentro del territorio nacional a través de cualquier dispositivo y una conexión a internet.
El 13 de octubre de 2019,
Tuenti Perú se retira y sus clientes son transferidos a Movistar del Perú.

### Ecuador
A Ecuador llega el 29 de mayo de 2015, después de una campaña publicitaria bajo el lema "libérate". En 2025, fue adquirida por Millicom tras la compra de este último del total de Movistar de Telefónica.

### Guatemala
A Guatemala llega el 22 de junio de 2017, después de una campaña (sin mencionar el nombre de la empresa) "Sin Pajas". Dirigida a jóvenes entre 18 a 25 años, pero aun así cualquiera puede adquirir una tarjeta SIM (chip) de la compañía.
A mediados principios de octubre de 2019 la marca transiciona a Claro, debido a que Claro compra las operaciones de Telefónica en Guatemala y El Salvador.

## Red social

### Características
Tuenti fue la red social más popular de España. Ofrecía funciones comunes a las redes sociales del momento, como crear un perfil, subir fotos y videos, conectarse y comunicarse con amigos y conocidos. A diferencia de las comunes redes sociales que utilizan publicidad a través de banners, Tuenti siempre ha usado formas alternativas y menos invasivas con el fin de respetar la privacidad de los usuarios y la usabilidad del sitio web.

#### Inicio
Es la página principal, a la que redirige el navegador justo después de entrar. En esta se puede ver el número de visitas al perfil personal, cambiar el estado, ver el calendario, acceder al chat, mirar los nuevos mensajes y ver el panel «novedades».
El panel de novedades es una línea temporal en la que puede verse las últimas novedades de los amigos: sus nuevas fotos, comentarios o amigos; desde «novedades» pueden comentarse los nuevos estados de los amigos y puede optarse a señalar la etiqueta «me gusta» en su estado. En «Inicio» también se encuentra un calendario en forma de lista que mostraba tus últimos «evento» (incluyendo eventos patrocinados) y cumpleaños, así como la opción de crear un evento.

#### Perfil
Con la pestaña «perfil» se accede al perfil personal, que se mostrará tal y como lo ven los amigos. En el perfil personal se ve la foto del perfil, los álbumes de fotos y las últimas fotos en las que se está etiquetado, amigos, el estado (que también puede cambiarse), las páginas que se siguen junto con la opción de crear una, las redes (estudios y trabajos), información personal e intereses, el «espacio personal» y los comentarios de los amigos junto con la opción de responder o eliminar.
Las dos funcionalidades claves del perfil son «Mi espacio personal» y «Mi tablón». En la primera, pueden publicarse entradas junto con vídeos y fotos. En la segunda, aparecerán todos los comentarios que se hayan tenido con los amigos y actualizaciones de estado del usuario.
En los «perfiles de tus amigos» se sigue el mismo patrón que en el perfil personal, excepto que existe la opción de enviar un «mensaje privado» y la de borrar, bloquear o denunciar.

#### Mensajes privados
Son mensajes que se compartían con los amigos de manera que nadie los puede ver sin tener acceso a la cuenta. En los mensajes podían enviarse fotos (ya subidas a la red social), vídeos, enlaces y texto. En la pestaña «mensajes», la opción de escribir un mensaje o ver la bandeja de entrada, la bandeja de salida, o los mensajes de remitentes desconocidos.
En agosto de 2012, el equipo de Tuenti anunció su nuevo diseño en fase beta en el que no incluirían los mensajes privados sino el chat para las conversaciones entre usuarios, aunque al final la iniciativa de eliminar los mensajes privados fue descartada.

#### Chat
El chat de Tuenti fue un servicio de mensajería instantánea que surgió después de los mensajes privados. En 2012 se habilitó la función «Chat grupal» para chatear con varios usuarios al mismo tiempo, estando disponible para todos los usuarios de la plataforma web y móvil. También estuvo disponible la funcionalidad de realizar llamadas de vídeo, que estaba basada en el complemento de navegador Adobe Flash.

#### Fotos
La red social permitía a sus usuarios subir fotos sin límites. Las fotos podían ser etiquetadas, tituladas, y comentadas en su propio tablón. También podían seleccionarse qué fotos gustan más. Las fotos pueden organizarse en álbumes y puede seleccionarse una como foto de perfil.

#### Vídeos
Cuando los usuarios compartían enlaces a vídeos en la red social, estos se podían ver directamente desde la propia plataforma. También se podía ver el número de reproducciones, que solo mostraba el número de reproducciones dentro de la red social. Así mismo, estos datos de reproducciones se utilizaban para confeccionar la sección «Vídeos», la cual mostraba un catálogo con los vídeos más populares de la red social. Dentro de esta sección, también estaba disponible la sección «Música», que, usando el mismo criterio, mostraba solo videoclips populares.

#### Eventos
Los eventos permitían a los usuarios crear invitaciones dedicadas a ocasiones especiales. El creador, o «administrador», de un evento podía elegir entre invitar a sus amigos exclusivamente él o permitir que sus amigos también invitasen a otra gente. Los usuarios invitados podían confirmar su asistencia utilizando las opciones "Sí", "No" o "Quizás". Muchos usuarios empleaban los eventos para publicitar iniciativas e intereses, con este propósito nacieron posteriormente las «páginas» de Tuenti.

#### Páginas
Una «página» era un espacio con una forma similar al del perfil dedicado a intereses, iniciativas y marcas. Las empresas también tenían la posibilidad de representar su marca a través de una «página oficial» creada y administrada por ellos. Por otra parte, los usuarios además tenían la posibilidad de seguir, comentar y añadir fotos. Cuando un usuario seguía una página, ésta aparecería en su lista de páginas seguidas en su perfil y recibiría novedades de la página (actualizaciones de estado) en la sección Inicio.
«Páginas» fue retirada de manera discreta y sin anunciar con el cambio de rumbo de la empresa de red social a operador de telecomunicaciones. Las páginas patrocinadas también desaparecieron.

#### Sitios
Tuenti Sitios fue una propuesta para crear una base de datos de lugares frecuentados por los usuarios de la red social y representarlos en un mapa y en páginas dedicadas en las que, además, las marcas y empresas podían administrar. Los usuarios podían añadir esos sitios a su página de perfil y nombrarlos en el estado. Posteriormente también se permitió a los usuarios hacer "check-in" en los sitios frecuentados a través de la aplicación de la red social y aprovechando las funciones de geolocalización de los dispositivos móviles.
Tuenti Sitios fue descontinuado con el lanzamiento de la renovación de la red social (o «Nuevo Tuenti») y las páginas dedicadas a los sitios se fusionaron con las páginas normales.

#### TuentiSMS
Antes del auge de los teléfonos inteligentes, Tuenti ofreció un servicio asociándose con operadores como Vodafone para que los usuarios pudieran estar al día de las novedades y responder a ellas a través de SMS. El modelo consistía en un servicio de mensajería prémium que debía ser activado con cada operador y el coste variaba según el operador, aunque en principio recibir los avisos era gratuito. TuentiSMS fue ampliando su disponibilidad a más operadores con el paso del tiempo.

#### Juegos
La red social puso a disposición de sus usuarios una plataforma de juegos en colaboración con proveedores de juegos. Existía también la posibilidad de ver tablas de clasificaciones, invitar a amigos e interactuar con ellos dentro de los juegos. Todos los juegos estaban basados en la antigua tecnología Adobe Flash, con lo cual, prácticamente solo se podían usar desde un ordenador de escritorio y no en dispositivos móviles. Tuenti también habilitó, en colaboración con Viximo, un sistema de créditos de juego, «Tuenti Créditos», los cuales se podían canjear por otros ítems dentro de los juegos y podían ser adquiridos tanto pagando en dinero real como aceptando ofertas de publicidad.
«Juegos» fue retirado poco después de la renovación de la red social.

#### Tuenti Cine
Tuenti Cine fue un servicio de contenido bajo demanda integrada en la plataforma de vídeos de Tuenti y daba la posibilidad a los usuarios de alquilar películas y verlas dentro de la propia red social. El catálogo era bastante reducido y el servicio fue retirado a los pocos meses de ser lanzado por la baja demanda.

#### Tuenti Ads
La principal fuente de ingresos de la empresa era aún la publicidad, la cual funcionaba con la propia plataforma de la empresa. Tuenti Ads se lanzó con el objetivo de hacer más accesible la posibilidad de anunciarse en la red social. A través de un panel, cualquier usuario podía crear y gestionar sus campañas. La obtención del presupuesto era inmediata y se podía pagar con tarjeta de crédito. Una vez completado el proceso, la campaña pasaba al proceso de evaluación por parte del equipo.
Esta sección también fue retirada tras la renovación de la red social.

### Nuevo Tuenti
En 2012, la red social comenzó a perder usuarios a un ritmo dramático, probablemente por el surgimiento de nuevas soluciones de comunicación como WhatsApp e Instagram o el resurgimiento de Facebook.
Con el objetivo de simplificar la red social y centrarse en el uso de dispositivos móviles, el 11 de julio de 2012, se anunció la renovación total de la red social, o «Nuevo Tuenti», una renovación de la aplicación social y la web que supondría un cambio global en toda la plataforma de Tuenti, tanto la web como las aplicaciones para dispositivos móviles. Fue a finales de noviembre cuando se les permitió a los usuarios probar la versión beta. El 4 de abril de 2013, el «Nuevo Tuenti», llegó a todos sus usuarios eliminando la opción de volver a la versión web anterior o, como la denominaron, «Tuenti Classic». Con la renovación de la plataforma también se perdieron algunas funcionalidades como Tuenti Sitios, la sección Vídeos, Ads e, inicialmente también los Mensajes privados, para los que habilitaron una opción para descargarlos, aunque finalmente la decisión de eliminar la funcionalidad de mensajes privados fue descartada debido a las quejas de los usuarios. Posteriormente se eliminó también la versión anterior de la aplicación.
Ese mismo año dio otro bajón catastrófico en usuarios activos, mucha gente defiende que la red social fue abandonada a raíz de su renovación, aunque las estadísticas web muestran que el abandono comenzó antes. La iniciativa de los adolescentes españoles en cambiarse a redes sociales como Twitter e Instagram y un repunte de Facebook ocasionó que finalmente la mayoría de cuentas quedaran inactivas.

### Cierre de la red social
Tras el gran abandono de los usuarios, el desmembramiento de la plataforma en funcionalidades y haber realizado gradualmente un cambio de estrategia hacia el operador móvil, seguir manteniendo la plataforma de red social no seguía teniendo sentido.
El 1 de febrero de 2016 se filtra información confidencial a los medios de comunicación por parte de viejos empleados de la propia empresa en la que se comenta el inminente cese de la red social. Justo un mes después se hace efectiva una actualización de la aplicación y la plataforma web que elimina todas las funcionalidades relacionadas con la red social exceptuando el chat. Con respecto a los datos de los usuarios, la nueva versión de la aplicación permitía, hasta el 31 de agosto de 2017, que los usuarios descargasen sus álbumes de fotos creados en la red social en un archivo, invitando a los usuarios a que probasen también el servicio de VozDigital con su propio número de teléfono.